# Treznea, Sălaj
Treznea (în maghiară Ördögkút, în trad. "Fântâna Dracului"; în germană Teufelsbrunnen) este satul de reședință al comunei cu același nume din județul Sălaj, Transilvania, România. Se află la 10 km de municipiul Zalău.
Ortografierea numelui comunei diferă în anumite documente (vezi comunicatele de presă emise de Prefectura Sălaj în 2005), fiind folosită și forma de Trăznea.

## Mănăstiri
În această localitate au existat 2 mănăstiri. Una se numea "Mănăstirea din Măgură", cealaltă „Mănăstirea din Șanț". Ambele au fost distruse în timpul agitației lui Sofronie. "Mănăstirea din Șanț" a fost ulterior restaurată. În ea s-a așezat un călugăr unit. La 1774 însă mănăstirea nu mai era locuită.

## Clădiri istorice
- Castelul Bay

## Eveniment istoric
Aici au avut loc în toamna anului 1940 pe data de 9 septembrie atrocități comise de trupele horthyste, soldate cu 93 de morți, dintre care 87 de români și 6 evrei.

## Personalități
- Ioan Pușcaș (n. 1932, Treznea–d. 2015, Șimleu Silvaniei), gastroenterolog

## Galerie de imagini

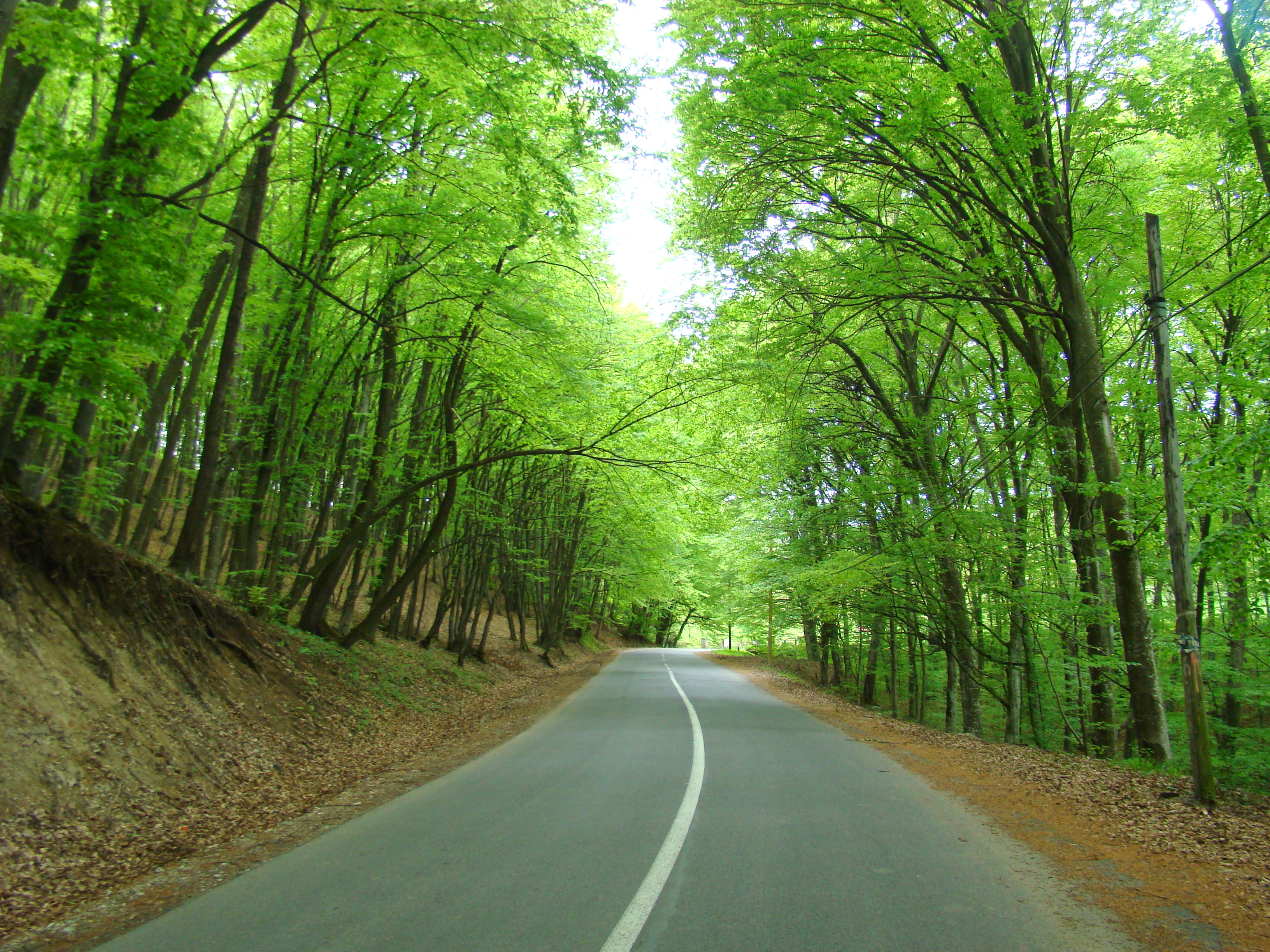
Drumul Bozna–Treznea
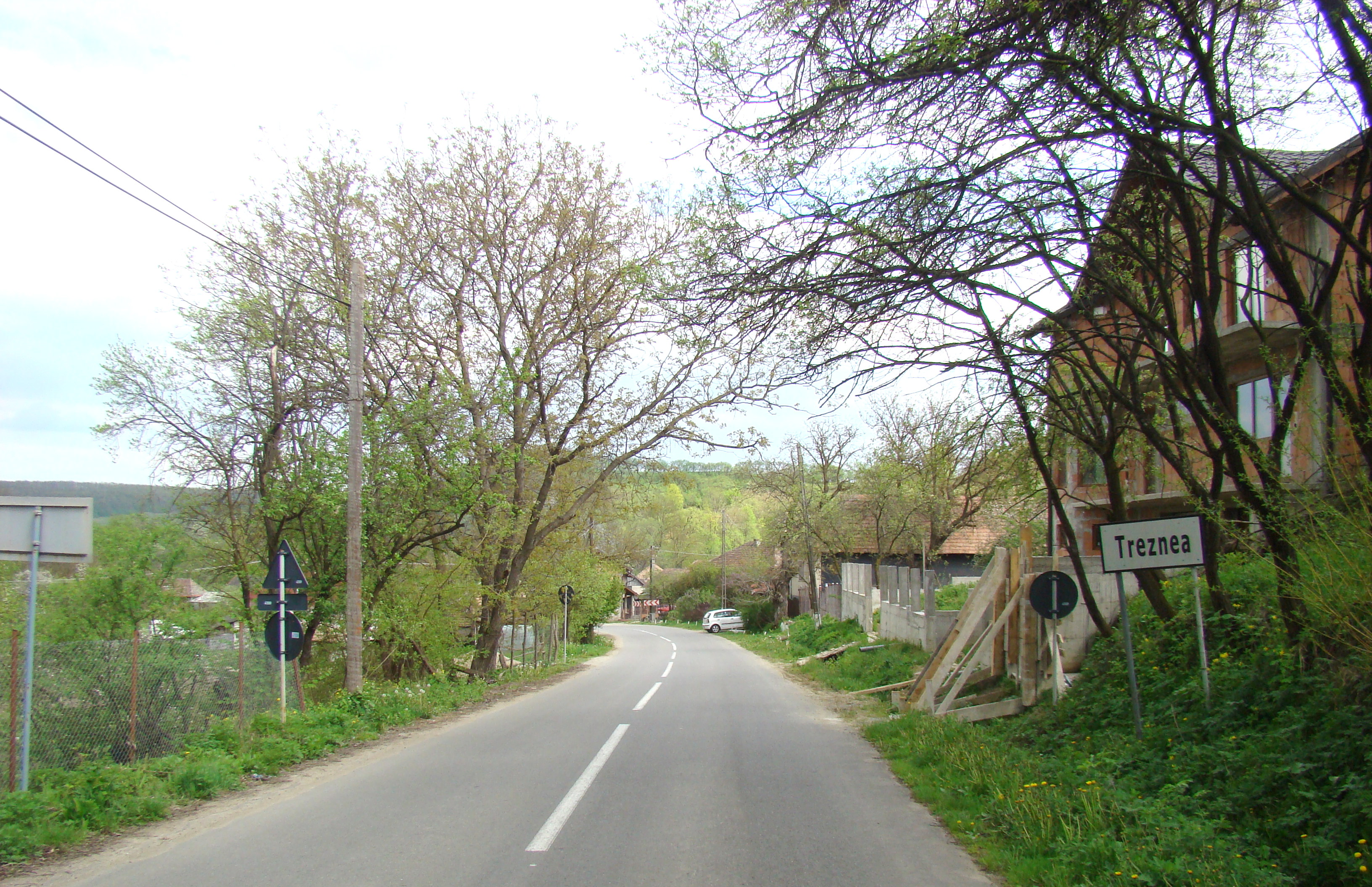
Intrarea în localitate
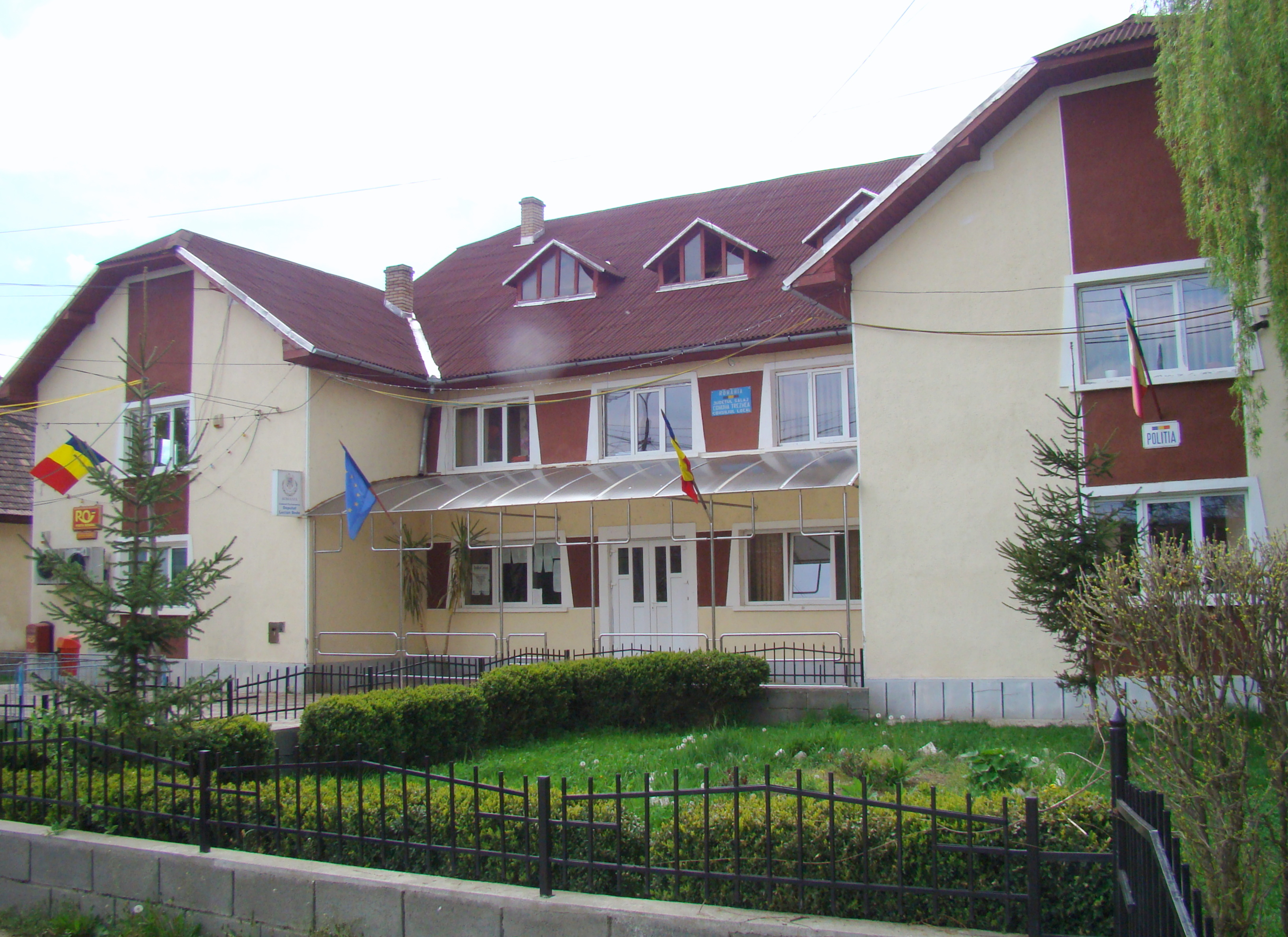
Primăria comunei Treznea
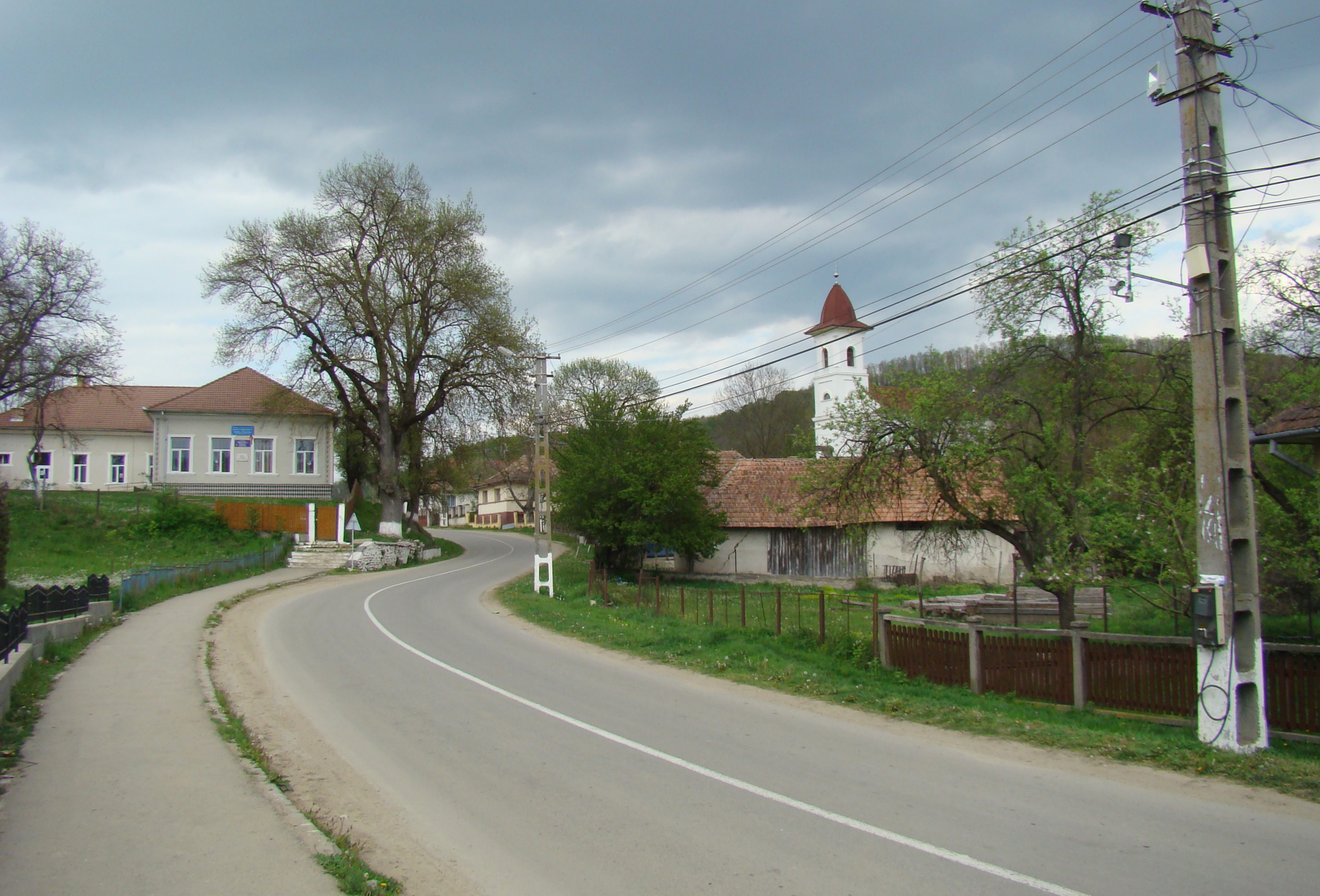
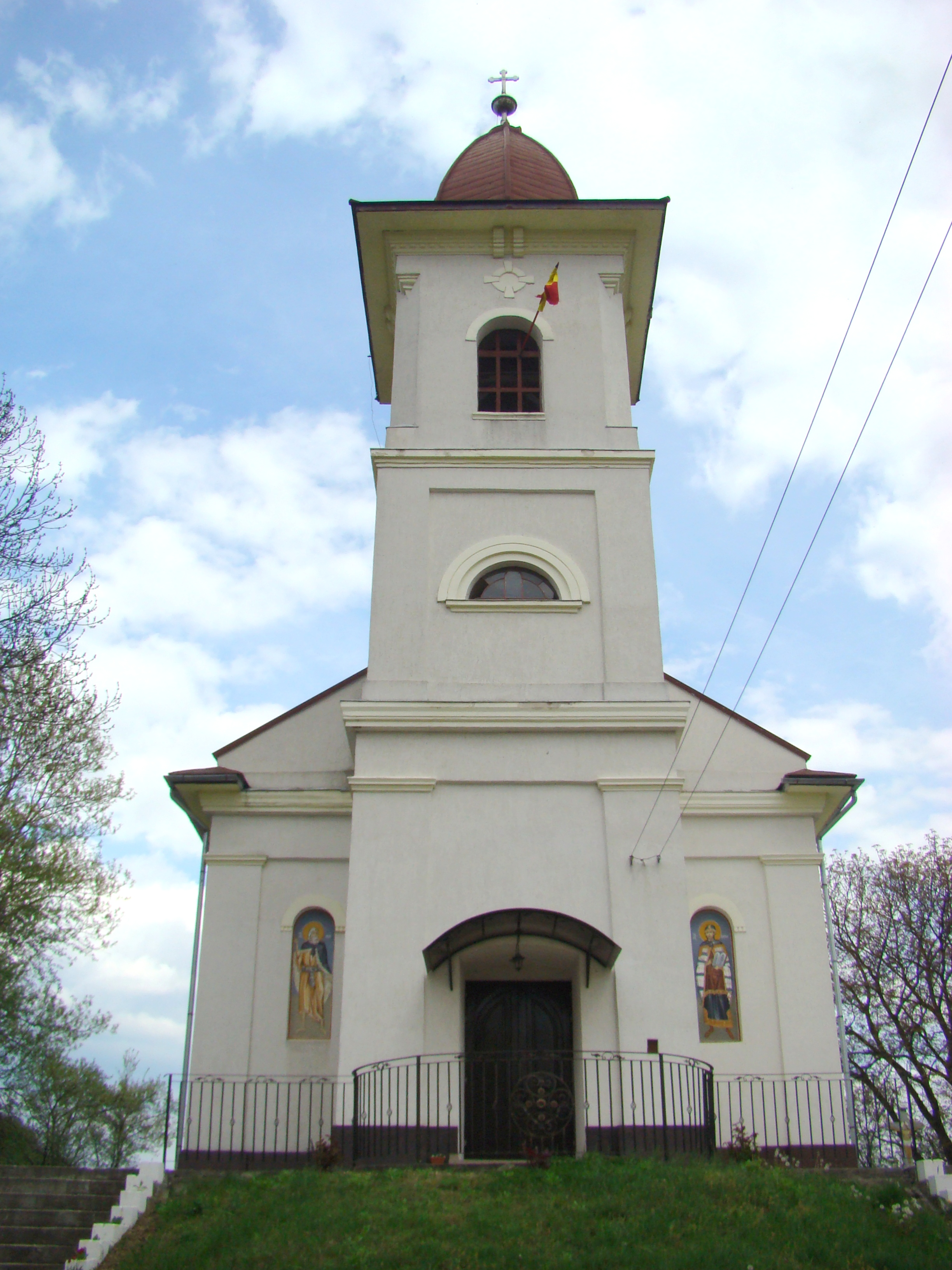
Biserica „Adormirea Maicii Domnului” (1872)
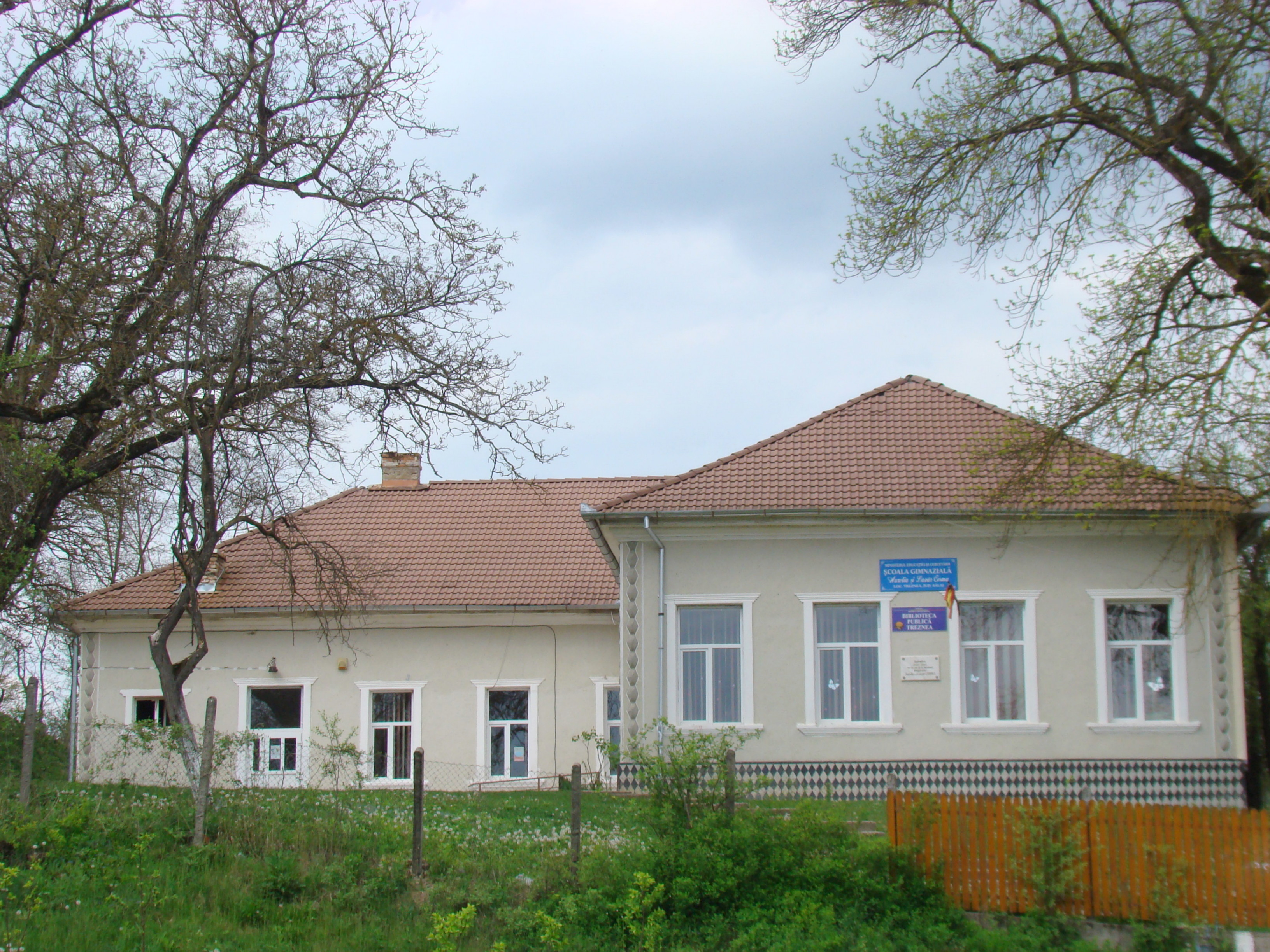
Școala gimnazială „Aurelia și Lazăr Cosma”
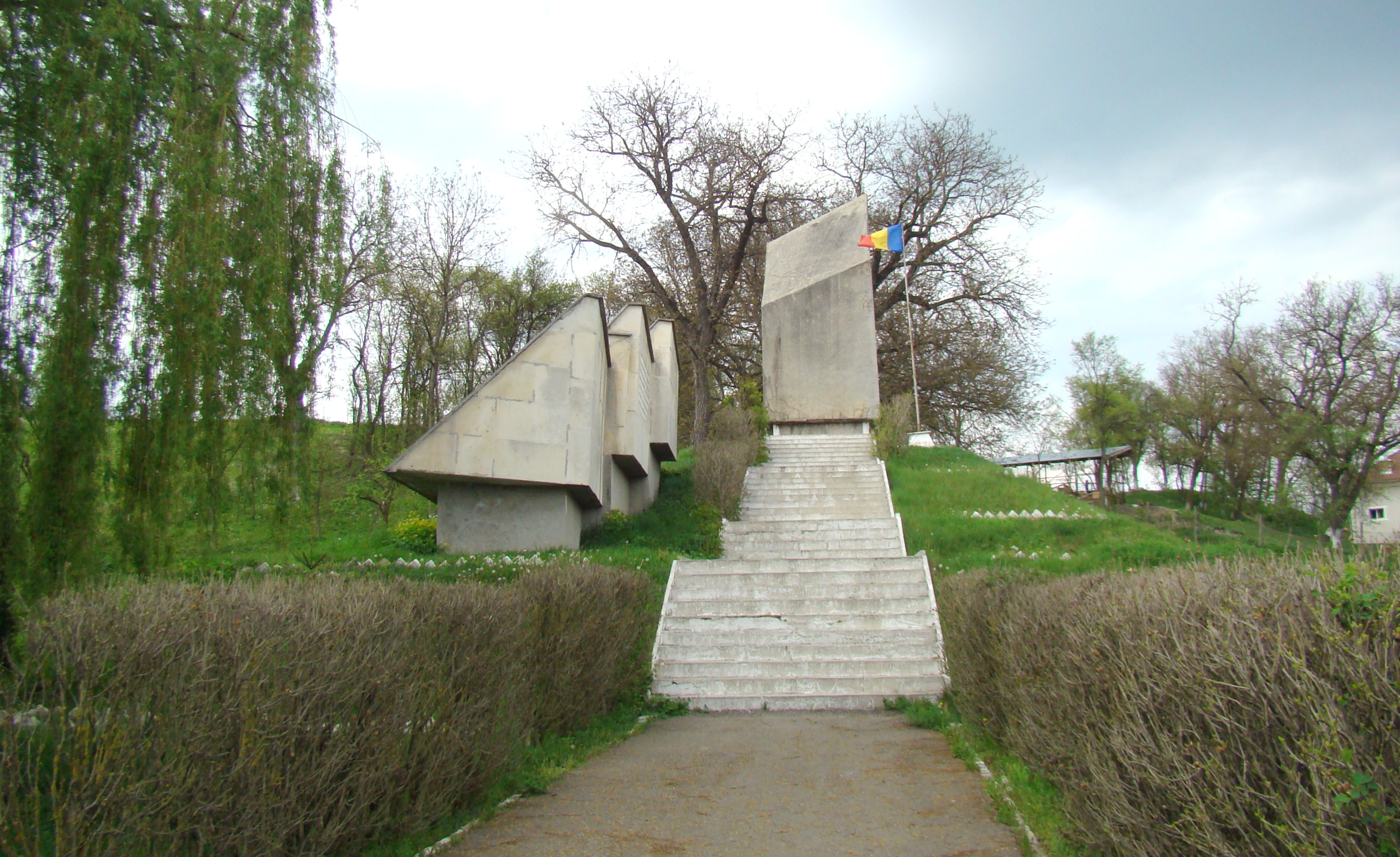
Monumentul martirilor neamului românesc
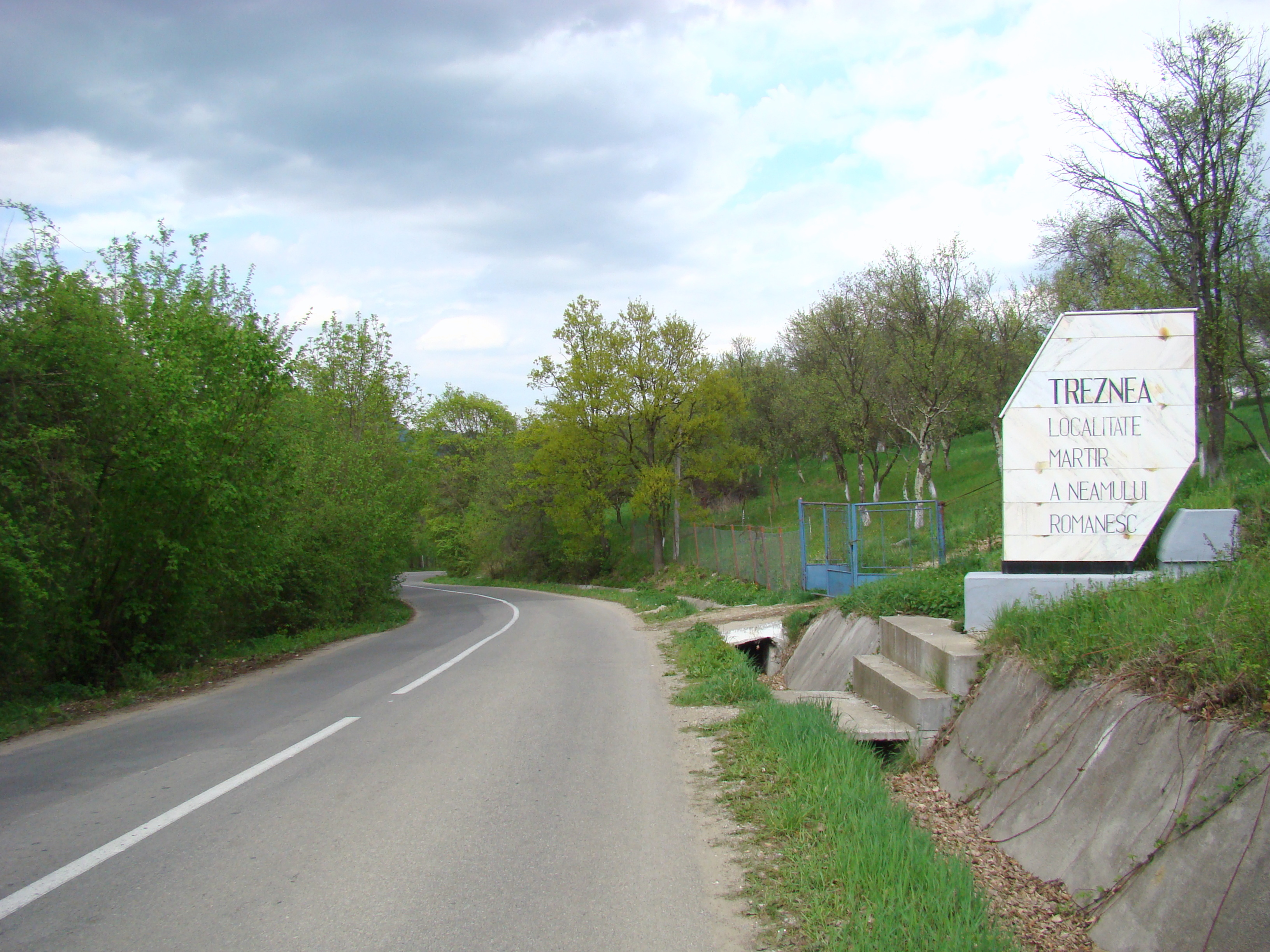